# Hängesäule

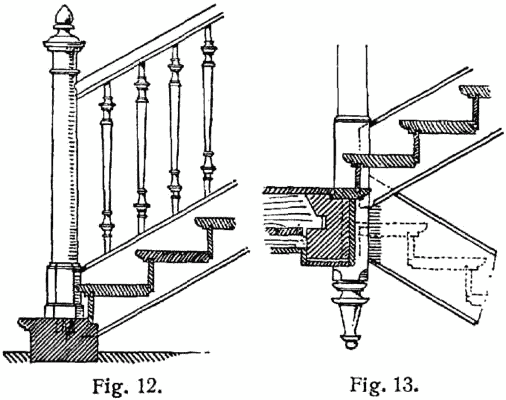
Zeichnung einer Wangentreppe

Im Holzbau ist die Hängesäule, genannt auch Hängepfosten, Bestandteil des Hängewerkes im Dachwerk. Im Treppenhaus finden Hängepfosten sich insbesondere bei Wangentreppen (Fig. 13). Die im Zentrum eines mehreckigen oder runden Dachwerkes befindliche Hängesäule ist durch Balken mit dem sonstigen äußeren Dachstuhl verbunden. Ebenso verbindet im Treppenhaus die Hängesäule die Treppengeländer über die Balken des Treppenhauses mit den Wänden. Das untere Ende der von der Hängesäule getragenen Balken schließt oft ein Abhängling ab.

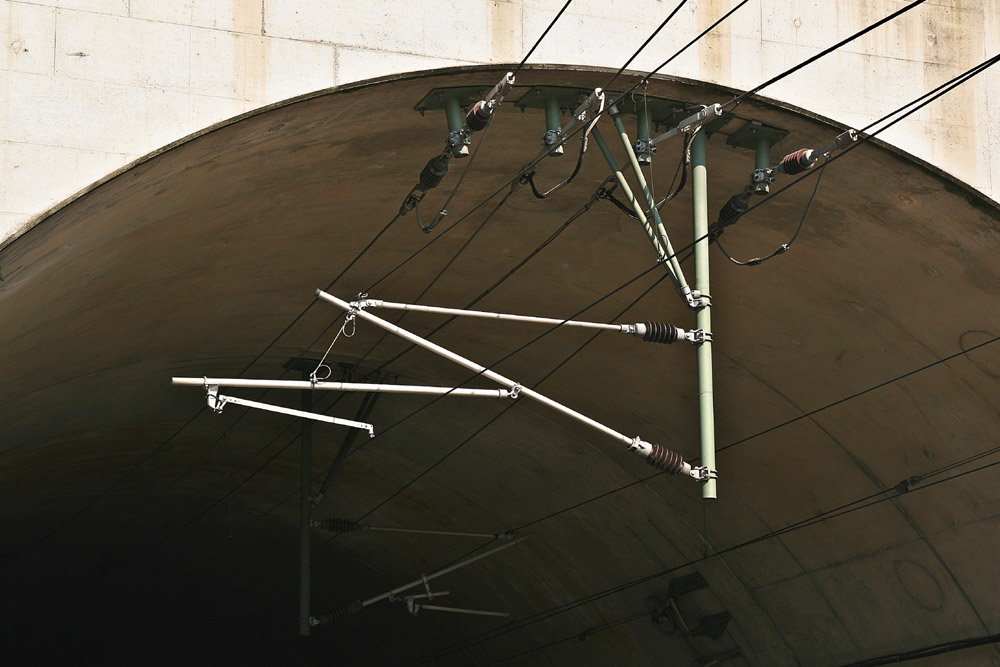
Aufhängung der Oberleitung mit Hängesäulen und Streben im Tunnel der Schnellfahrstrecke Köln–Rhein/Main

Bei der Bahn werden Hängesäulen und Streben zur Aufhängung der Oberleitung verwendet.